# Guðmundur Guðmundsson
Guðmundur Þórður Guðmundsson (Reykjavík, Island, 23. prosinca 1960.) je islandski rukometni trener i bivši rukometaš. Trenutno obnaša dužnost nacionalnog izbornika Islanda.

## Karijera

### Igračka karijera
Guðmundsson je cijelu svoju igračku karijeru proveo na Islandu, najviše u Víkinguru s kojim je osvojio šest nacionalnih prvenstava (od čega četiri u nizu) te četiri uzastopna nacionalna kupa. Pred kraj karijere prešao je u Afturelding Mosfellsbær za koji je nastupao tri sezone. Jednom prilikom je izjavio da je njegov bivši trener Bogdan Kowalczyk imao veliki utjecaj na njega.
Kao nacionalni reprezentativac, sudjelovao je na Olimpijadi u Los Angelesu 1984. gdje je Island bio šesti (do tada najbolje mjesto na olimpijskim igrama) te Seulu 1988. Kao nacionalni reprezentaticac skupio je 230 nastupa pri čemu je zabio 356 golova.

### Trenerska karijera
Guðmundur je s trenerskom karijerom započeo još kao igrač radeći kao igrač-trener u Víkinguru i Aftureldingu da bi završetkom aktivnog igranja vodio domaći Fram Reykjavík. Nakon toga odlazi u Njemačku gdje je trenirao Bayer Dormagen da bi 2001. godine preuzeo kormilo svoje nacionalne reprezentacije. U to vrijeme je s Islandom napravio senzaciju na europskom prvenstvu 2002. kada je osvojeno četvrto mjesto.
Nakon tog uspjeha, odlazi u domovinu gdje ponovo trenira Fram dok je 2007. bio asistent Alfreðu Gíslasonu koji je kraće vrijeme vodio Island. Godinu potom on preuzima nacionalnu klupu te u kratko vrijeme postiže najbolje rezultate u islandskoj rukometnoj povijesti. Najprije je s Islandom stigao do finala Olimpijade u Pekingu gdje se boljom pokazala Francuska. Drugi veliki uspjeh bilo je osvajanje europske bronce protiv Poljske.
Izbornik je vodio nacionalnu selekciju do završetka Olimpijade 2012. kada se posvećuje klupskom rukometu treniravši najprije danski GOG Svendborg a poslije njemački Löwen. Tijekom listopada 2013. objavljeno je da će Guðmundur od 1. srpnja 2014. zamijeniti proslavljenog trenera Ulrika Wilbeka na klupi danske reprezentacije. U razdoblju od tri godine, Guðmundsson je s Danskom postao olimpijski dok je krajem iste godine izjavio da neće produžiti postojeći ugovor. Nakon svojeg odlaska, kritizirao je prethodnika Wilbeka da je potkopavao njegovo vođenje reprezentacije.
Guðmundsson nakon toga preuzima Bahrein s kojim stiže do finala azijskog prvenstva 2018. a time i plasmana na postojeće svjetsko rukometno prvenstvo. Ubrzo potom se po treći puta vraća kao izbornik Islanda potpisavši s rukometnim savezom trogodišnji ugovor.

## Osvojeni trofeji

### Igrački trofeji
| Klub               | Trofej              | Sezona / godina                                                  |
| Island             | Island              | Island                                                           |
| ------------------ | ------------------- | ---------------------------------------------------------------- |
| Víkingur Reykjavík | Islandsko prvenstvo | 1978./80., 1980./81., 1981./82., 1982./83., 1985./86., 1986./87. |
| Víkingur Reykjavík | Islandski kup       | 1983., 1984., 1985., 1986.                                       |

### Trenerski trofeji
| Momčad         | Trofej              | Sezona / godina |
| -------------- | ------------------- | --------------- |
| Fram Reykjavík | islandsko prvenstvo | 2005./06.       |
| Island         | olimpijske igre     | 2008.           |
| Island         | europsko prvenstvo  | 2010.           |
| Danska         | olimpijske igre     | 2016.           |
| Bahrein        | azijsko prvenstvo   | 2018.           |